# Euryopis iharai
Euryopis iharai là một loài nhện trong họ Theridiidae.
Loài này thuộc chi Euryopis. Euryopis iharai được Hajime Yoshida miêu tả năm 1992.